# Canton du Donjon
Le canton du Donjon est une ancienne division administrative française située dans le département de l'Allier et la région Auvergne.

## Géographie
Ce canton était organisé autour du Donjon dans l'arrondissement de Vichy. Son altitude variait de 222 m (Chassenard) à 532 m (Loddes) pour une altitude moyenne de 311 m.

## Histoire
La plupart des communes du canton se soulèvent à l’annonce du coup d'État du 2 décembre 1851 ; Lapalisse est prise après quelques combats, puis abandonnée quand il apparaît que le coup d’État a réussi à Paris. La répression est malgré tout sévère, et des dizaines d’arrestations ont lieu.
Le canton a été supprimé en 2015 ; ses communes sont rattachées au canton de Dompierre-sur-Besbre.

## Représentation

### Conseillers généraux de 1833 à 2015
| Période | Période          | Identité                                                    | Étiquette              | Qualité |
| ------- | ---------------- | ----------------------------------------------------------- | ---------------------- | --- |
| 1833    | 1848             | Baron François Le Lorgne d'Ideville (1780-1852)             | Majorité ministérielle | Maitre des requêtes au Conseil d'État Maire de Loddes Député (1837-1839, 1842-1848)                                    |
| 1848    | 1852 (démission) | Barthélémy Terrier                                          | Républicain            | Représentant du peuple (1848-1851) Médecin au Donjon                                                                   |
| 1852    | 1861             | Jean Louis Jacquelot de Chantemerle de Villette (1796-1867) |                        | Lieutenant de cavalerie Propriétaire - Maire du Donjon                                                                 |
| 1861    | 1871             | Léon Lelorgne Baron d'Ideville (1826-1892)                  |                        | Ancien officier de marine Propriétaire, maire de Loddes                                                                |
| 1871    | 1880 (décès)     | Georges Gallay (1812-1880)                                  | Républicain            | Propriétaire à Neuilly-en-Donjon                                                                                       |
| 1880    | 1883             | Marcel Junien Gabriel Debort                                | Républicain            | Agronome Propriétaire, maire de Montaiguët-en-Forez                                                                    |
| 1883    | 1914 (décès)     | Jules Gacon                                                 | Rad.                   | Docteur en médecine Maire du Donjon (1881-1914) Député (1889-1903) - Sénateur (1903-1914) Président du Conseil Général |
| 1914    | 1919             | siège vacant                                                |                        | |
| 1919    | 1940             | Pierre Audin (1865-1941)                                    | PRS                    | Marchand de vin Ancien adjoint au maire du 10e arrondissement de Paris Maire de Loddes                                 |
|         |                  |                                                             |                        | |
| 1942    | 1945             | Marcel Dessert                                              |                        | Maire de Montaiguët-en-Forez Nommé conseiller départemental en 1942                                                    |
|         |                  |                                                             |                        | |
| 1945    | 1958 (décès)     | Benoît Puravet                                              | SFIO                   | Cultivateur Conseiller municipal du Donjon                                                                             |
| 1959    | 1964             | Emile Henry                                                 | CNIP                   | Vétérinaire au Donjon                                                                                                  |
| 1964    | 1982             | Robert Gantheret (1902-1990)                                | SFIO-PS                | Agriculteur au Donjon, ancien conseiller d'arrondissement                                                              |
| 1982    | 2008             | Jacques Cortez                                              | PRG                    | Docteur en médecine (retraité) Maire du Donjon                                                                         |
| 2008    | 2015             | Guy Labbé                                                   | PS                     | Retraité Maire du Donjon depuis 2014                                                                                   |

### Conseillers d'arrondissement (de 1833 à 1940)
De 1833 à 1926, le canton du Donjon faisait partie de l'arrondissement de Lapalisse.
| Période                                  | Période      | Identité                      | Étiquette           | Qualité |
| ---------------------------------------- | ------------ | ----------------------------- | ------------------- | --- |
| 1833                                     | 1842         | François Marion-Rochefort     |                     | Juge de paix, Le Donjon                                                                                     |
| 1842                                     | 1848         | Hippolyte Méplain (1794-1875) |                     | Notaire, maire du Donjon                                                                                    |
|                                          |              |                               |                     | |
| av.1880                                  | 1902 (décès) | Joseph Laborde                | Républicain Radical | Propriétaire à Montcombroux-les-Mines                                                                       |
| 1902                                     | 1910         | Pierre-Claude Tizon           | Radical             | Propriétaire agriculteur au Donjon                                                                          |
| 1910                                     | 1916 (décès) | Claudius Chervier (1864-1916) | Radical             | Boulanger, maire de Montcombroux-les-Mines                                                                  |
| 1916                                     | 1919         | siège vacant                  |                     | |
| 1919                                     | 1922         | Jean-Jules Game               | Républicain         | Agriculteur, maire de Lenax                                                                                 |
| 1922                                     | 1934         | Benoit Chavignon (1879-1977)  | SFIO puis PRS       | Exploitant agricole, maire de Saint-Léger-sur-Vouzance (1912-1935)                                          |
| 1934                                     | 1935         | Jean Malbrunot                | PRS                 | Agriculteur au Bouchaud                                                                                     |
| 1935                                     | 1940         | Robert Gantheret (1902-1990)  | Rad.                | Avocat, propriétaire du château du Plessis au Donjon                                                        |
| 1940                                     |              |                               |                     | Les conseils d'arrondissement ont été suspendus par la loi du 12 octobre 1940 et n'ont jamais été réactivés |
| Les données manquantes sont à compléter. |              |                               |                     | |

Sources : Archives départementales de l'Allier, rubrique "Presse" - https://archives.allier.fr/archives-en-ligne/presse?arko_default_63e27309704a6--ficheFocus=

## Composition
Le canton du Donjon regroupait treize communes et comptait 4 920 habitants (recensement de 2012, population municipale).
| Nom                      | Code Insee | Intercommunalité               | Superficie (km2) | Population (dernière pop. légale) | Densité (hab./km2) |
| ------------------------ | ---------- | ------------------------------ | ---------------- | --------------------------------- | ------------------ |
| Le Donjon (chef-lieu)    | 03103      | CC Entr'Allier Besbre et Loire | 37,02            | 1 076 (2014)                      | 29                 |
| Avrilly                  | 03014      | CC Entr'Allier Besbre et Loire | 11,48            | 138 (2014)                        | 12                 |
| Le Bouchaud              | 03035      | CC Entr'Allier Besbre et Loire | 22,55            | 206 (2014)                        | 9,1                |
| Chassenard               | 03063      | CC Le Grand Charolais          | 25,12            | 956 (2014)                        | 38                 |
| Lenax                    | 03142      | CC Entr'Allier Besbre et Loire | 28,25            | 263 (2014)                        | 9,3                |
| Loddes                   | 03147      | CC Entr'Allier Besbre et Loire | 23,49            | 162 (2014)                        | 6,9                |
| Luneau                   | 03154      | CC Entr'Allier Besbre et Loire | 27,27            | 295 (2014)                        | 11                 |
| Montaiguët-en-Forez      | 03178      | CC Entr'Allier Besbre et Loire | 22,49            | 319 (2014)                        | 14                 |
| Montcombroux-les-Mines   | 03181      | CC Entr'Allier Besbre et Loire | 23,42            | 329 (2014)                        | 14                 |
| Neuilly-en-Donjon        | 03196      | CC Entr'Allier Besbre et Loire | 25,02            | 218 (2014)                        | 8,7                |
| Le Pin                   | 03208      | CC Entr'Allier Besbre et Loire | 21,78            | 403 (2014)                        | 19                 |
| Saint-Didier-en-Donjon   | 03226      | CC Entr'Allier Besbre et Loire | 32,92            | 275 (2014)                        | 8,4                |
| Saint-Léger-sur-Vouzance | 03239      | CC Entr'Allier Besbre et Loire | 18,18            | 264 (2014)                        | 15                 |

## Démographie
| 1962  | 1968  | 1975  | 1982  | 1990  | 1999  | 2006  | 2011  | 2012  |
| ----- | ----- | ----- | ----- | ----- | ----- | ----- | ----- | ----- |
| 7 894 | 7 541 | 6 769 | 6 259 | 5 751 | 5 222 | 4 962 | 4 932 | 4 920 |